# Гарнер (Айова)
Гарнер (англ. Garner) — город в США, административный центр округа Ханкок штата Айова. Население — 3065 человек (2020).

## География
Гарнер расположен по координатам 43°05′58″ с. ш. 93°36′12″ з. д. (43.099535, -93.603298). По данным Бюро переписи населения США в 2010 году город имел площадь 5,32 км², вся площадь — суша. В 2017 году площадь составила 5,63 км², вся площадь — суша.

## Демография
| Год переписи                          | Нас. |  | %±     |
| ------------------------------------- | ---- |  | ------ |
| 1880                                  | 321  |  | —      |
| 1890                                  | 679  |  | 111,5% |
| 1900                                  | 1288 |  | 89,7%  |
| 1910                                  | 1028 |  | −20,2% |
| 1920                                  | 1311 |  | 27,5%  |
| 1930                                  | 1241 |  | −5,3%  |
| 1940                                  | 1549 |  | 24,8%  |
| 1950                                  | 1696 |  | 9,5%   |
| 1960                                  | 1990 |  | 17,3%  |
| 1970                                  | 2257 |  | 13,4%  |
| 1980                                  | 2908 |  | 28,8%  |
| 1990                                  | 2916 |  | 0,3%   |
| 2000                                  | 2922 |  | 0,2%   |
| 2010                                  | 3129 |  | 7,1%   |
| 2020                                  | 3065 |  | −2%    |
| 1880–2020 Десятилетняя перепись в США |      |  |        |

Согласно переписи 2010 года, в городе проживало 3129 человек в 1301 домохозяйстве в составе 881 семьи. Плотность населения составила 588 человек/км². Было 1380 квартир (259/км²).
Расовый состав населения:
| - 97,3% — белых - 0,6% — чёрных или афроамериканцев - 0,3% — азиатов |

К двум или более расам принадлежало 1,3%. Доля испаноязычных составила 2,0% всего населения.
По возрастному диапазону население распределялось следующим образом: 25,6% — лица младше 18 лет, 54,9% — лица в возрасте 18-64 лет, 19,5% — лица в возрасте 65 лет и старше. Медиана возраста жителя составила 41,6 лет. На 100 человек женского пола в городе приходилось 94,6 мужчин; на 100 женщин в возрасте от 18 лет и старше — 88,0 мужчин также старше 18 лет.
Средний доход на одно домашнее хозяйство составил 69 690 долларов США (медиана — 58 323), а средний доход на одну семью — 79 085 долларов (медиана — 66 949). За чертой бедности находилось 9,2% лиц, в том числе 16,2% детей в возрасте до 18 лет и 5,8% лиц в возрасте 65 лет и старше.
Гражданское трудоустроенное население составляло 1596 человек. Основные отрасли занятости: производство — 27,6%, образование, здравоохранение и социальная помощь — 27,5%, розничная торговля — 6,6%, финансы, страхование и недвижимость — 6,0%.